# Мърчисънов метеорит
Мърчисъновият метеорит е един от най-изследваните метеорити, заради масата му (над 100 kg) и заради факта, че е наблюдаван как пада. Той пада в Австралия през 1969 г. близо до Мърчисън, щата Виктория. Част е от група метеорити, богати на органични съединения.
През януари 2020 г. астрономи обявяват, че най-старият материал на Земята е прах от силициев карбид от Мърчисъновия метеорит, за който е установено, че е на 7 милиарда години – около 2,5 милиарда години по-стар от Земята и Слънчевата система. Оценката на възрастта е направена чрез сложни теоретични модели, които, все пак, разчитат на определени допускания и могат да имат неточности.

## История
На 28 септември 1969 г. около 10:58 часа сутринта местно време, в близост до Мърчисън, Виктория, Австралия, се наблюдава ярко огнено кълбо, което се разделя на три части, преди да изчезне, оставяйки облак дим. Половин минута по-късно е усетен трус. Намерени са множество отломки над област от 13 km2, като някои от парчетата достигат 7 kg. Едно от тях, тежащо 680 g, разбива покрив и пада в копа сено. Общата събрана маса от метеорита възлиза на повече от 100 kg.

## Състав
Метеоритът принадлежи към клас Въглеродни хондрити и е класифициран към групата CM2. Бил е значително променен от богати на вода флуиди, преди да падне на Земята. Той е богат на въглерод и е сред химически най-примитивните метеорити. Изобилства с инклузии, богати на калций и алуминий. Над 15 аминокиселини, някои от които основни съставки на живота, са намерени в хода на проучванията на метеорита.
През януари 2020 г. астрономи докладват, че частиците силициев карбид от Мърчисъновия метеорит са на възраст 7 милиарда години или 2,5 милиарда години по-стари от Земята и Слънчевата система. Това прави частиците от метеорита най-старият намерен материал на Земята до този момент.
Мърчисъновият метеорит съдържа често срещани аминокиселини като глицин, аланин и глутаминова киселина, както и по-редки като изовалин и псевдолевцин. Изолирана е и сложна смес от алкани, подобна на тази в експеримента на Милър-Юри. Първоначалният доклад заключава, че аминокиселините са рацемати и следователно са се образували по абиотичен начин. През 1997 г. е намерено наличието на непротеинова аминокиселина, изовалин, което предполага извънземен източник на молекулярна асиметрия в Слънчевата система. През 2001 г. в метеорита са открити и полиоли. По-късно са идентифицирани пурини и пиримидини.